# Púsxino (Kamtxatka)
Púsxino - Пущино (rus) - és un poble al krai de Kamtxatka, a Rússia, que el 2020 tenia 104 habitants. Pertany al districte de Mílkovo.